# Czachy (województwo podlaskie)
Czachy – wieś w Polsce położona w województwie podlaskim, w powiecie grajewskim, w gminie Radziłów.
Wierni kościoła rzymskokatolickiego należą do parafii św. Jadwigi w Łojach-Awissach.

## Historia
Czachy są stosunkowo młodą miejscowością, którą najprawdopodobniej założyli Śleszyńscy ze Szlasów. Powstała ona w XVI wieku, ale w ówczesnych spisach podatkowych brakuje o niej wzmianki. Dopiero historycy, którzy stworzyli atlas Mazowsze w drugiej połowie XVI wieku, zaznaczyli tę wieś jako Szlasy Czachy.
Był to niewielki zaścianek szlachecki zamieszkały głównie przez Śleszyńskich. Spisy z końca XVIII wieku oraz ówczesne mapy nazywają tę miejscowość Czachy lub Slasy Czachy, jej dziedzicami byli Śleszyńscy oraz niejaki Jorski.
Dane z 1827 roku przekazują informacje o 12 domach i 74 mieszkańcach. Słownik Geograficzny podaje: Czachy-Ślazy, wieś szlachecka nad rzeką Wissą, powiat kolneński, gmina Kubra, parafia Przytuły.
W latach 1921–1939 wieś leżała w województwie białostockim, w powiecie kolneńskim (od 1932 w powiecie łomżyńskim), w gminie Przytuły. W 1921 roku było tu 18 domów i 109 mieszkańców, którzy podali narodowość polską i wiarę katolicką.
W latach 1975–1998 miejscowość administracyjnie należała do województwa łomżyńskiego.